# Elezione del Presidente della Repubblica Italiana del 1999
L'elezione del Presidente della Repubblica Italiana del 1999 si svolse il 13 maggio.
Il presidente uscente è Oscar Luigi Scalfaro;  risulta eletto, al I scrutinio, Carlo Azeglio Ciampi.

## Contesto
Nell'imminenza dell'elezione il presidente del Consiglio Massimo D'Alema (centro-sinistra) e il leader del centro-destra Silvio Berlusconi si accordano per candidare al Quirinale Carlo Azeglio Ciampi, ministro del tesoro, del bilancio e della programmazione economica.
Ciampi risulta eletto al 1º scrutinio con 707 voti su 1010 aventi diritto, con 33 in più del quorum dei due terzi dell'assemblea, ma con ben 180 voti in meno della somma degli elettori dei partiti che lo candidavano. La Lega Nord ha votato Luciano Gasperini. Scalfaro, il cui mandato sarebbe scaduto il 28, si dimette il 15. Ciampi presta giuramento il 18.

## L'elezione

### Preferenze per Carlo Azeglio Ciampi
| Scrutinio | Voti | Percentuale |
| --------- | ---- | ----------- |
| I         | 707  | 70,6%       |

### 13 maggio 1999

#### I scrutinio
Per la nomina è richiesta una maggioranza dei due terzi dei 1010 membri dell'Assemblea.
| Dati votazione | Dati votazione       |    | Nome                 | Nome | Voti |
| -------------- | -------------------- | -- | -------------------- | ---- | ---- |
| Presenti       | 990                  |    | Carlo Azeglio Ciampi | 707  |      |
| Votanti        | 990                  |    | Luciano Gasperini    | 72   |      |
| Astenuti       | 0                    |    | Pietro Ingrao        | 21   |      |
| Maggioranza    | 674                  |    | Rosa Russo Iervolino | 16   |      |
|                |                      |    | Emma Bonino          | 15   |      |
|                | Giulio Andreotti     | 10 |                      |      |      |
|                | Bettino Craxi        | 6  |                      |      |      |
|                | Nicola Mancino       | 6  |                      |      |      |
|                | Antonio Serena       | 6  |                      |      |      |
|                | Luciano Violante     | 6  |                      |      |      |
|                | Oscar Luigi Scalfaro | 5  |                      |      |      |
|                | Silvio Berlusconi    | 4  |                      |      |      |
|                | Antonio Fazio        | 4  |                      |      |      |
|                | Mino Martinazzoli    | 4  |                      |      |      |
|                | Giuliano Amato       | 3  |                      |      |      |
|                | Francesco Cossiga    | 3  |                      |      |      |
|                | Augusto Barbera      | 2  |                      |      |      |
|                | Antonio Baldassarre  | 2  |                      |      |      |
|                | Voti dispersi        | 25 |                      |      |      |
|                | Schede bianche       | 55 |                      |      |      |
|                | Schede nulle         | 18 |                      |      |      |

Tra i voti dispersi: Franco Marini, Tina Anselmi, Vittorio Cecchi Gori, Achille Occhetto, Antonio Martino, Paolo Cirino Pomicino, Pietro Mitolo, Romano Misserville, Lamberto Dini, Mario Segni, Cesare Romiti, Massimo Moratti, Carlo Rossella, Pino Rauti. Tra le schede nulle sono presenti voti per: Diego Armando Maradona, Antonio Carlos Zago, Walter Veltroni, Roberto Maroni (gli ultimi due non eleggibili perché all'epoca avevano meno di 50 anni).
Risulta eletto: Carlo Azeglio Ciampi.